# Gul krumkapsel
Gul krumkapsel (Homalothecium lutescens) er et ret almindeligt mos på tør og kalkholdig jordbund. Det videnskabelige navn lutescens betyder 'gullig' og hentyder ligesom det danske navn til mossets farve. Gul krumkapsel er tidligere blevet henført til slægten Camptothecium.
Gul krumkapsel har lyst gule, oprette eller opstigende, uregelmæssigt fjergrenede stængler. Bladene er kraftigt længdefoldede, smalt trekantede og 3-4 mm lange. Bladene har ribbe og er temmelig stive. De minder om bladene hos krybende silkemos. De krumme sporehuse ses sjældent. Derimod formerer mosset sig vegetativt, ligesom mange andre mosser, vha. især ubegrænset længdevækst, hvor de ældre dele af planten dør, og der dannes selvstændige, genetisk ens individer. 
Gul krumkapsel er udbredt i Europas tempererede områder mod nord til de sydlige dele af Norge, Sverige og Finland. Desuden er arten rapporteret fra Færøerne, Island, Marokko, Tyrkiet, Iran og Kaukasus.